# Stipagrostis dregeana
Stipagrostis dregeana är en gräsart som beskrevs av Christian Gottfried Daniel Nees von Esenbeck. Stipagrostis dregeana ingår i släktet Stipagrostis och familjen gräs. Inga underarter finns listade i Catalogue of Life.